# Dimitrie Ralet

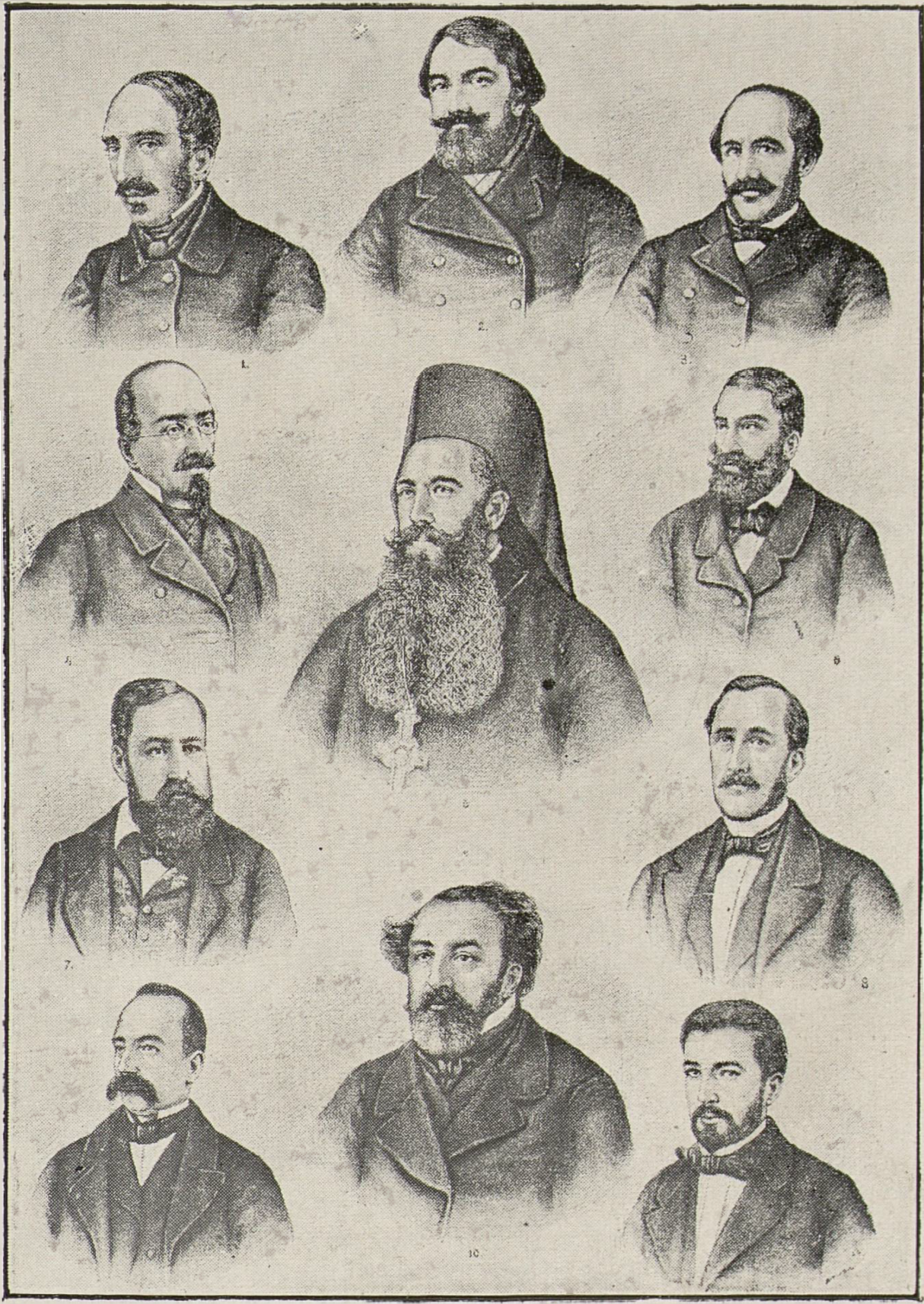
Comitetul unionist din Iași: 1) Dimitrie Ralet, 2) Costache Negri, 3) Anastasie Panu, 4) Mihail Kogălniceanu, 5) Arhimandritul Neofit Scriban, 6) Manolache Costache Epureanu, 7) Dimitrie Kracti, 8) Petre Mavrogheni, 9) Dimitrie Cozadini, 10) Constantin Hurmuzachi, 11) Dimitrie A. Sturdza

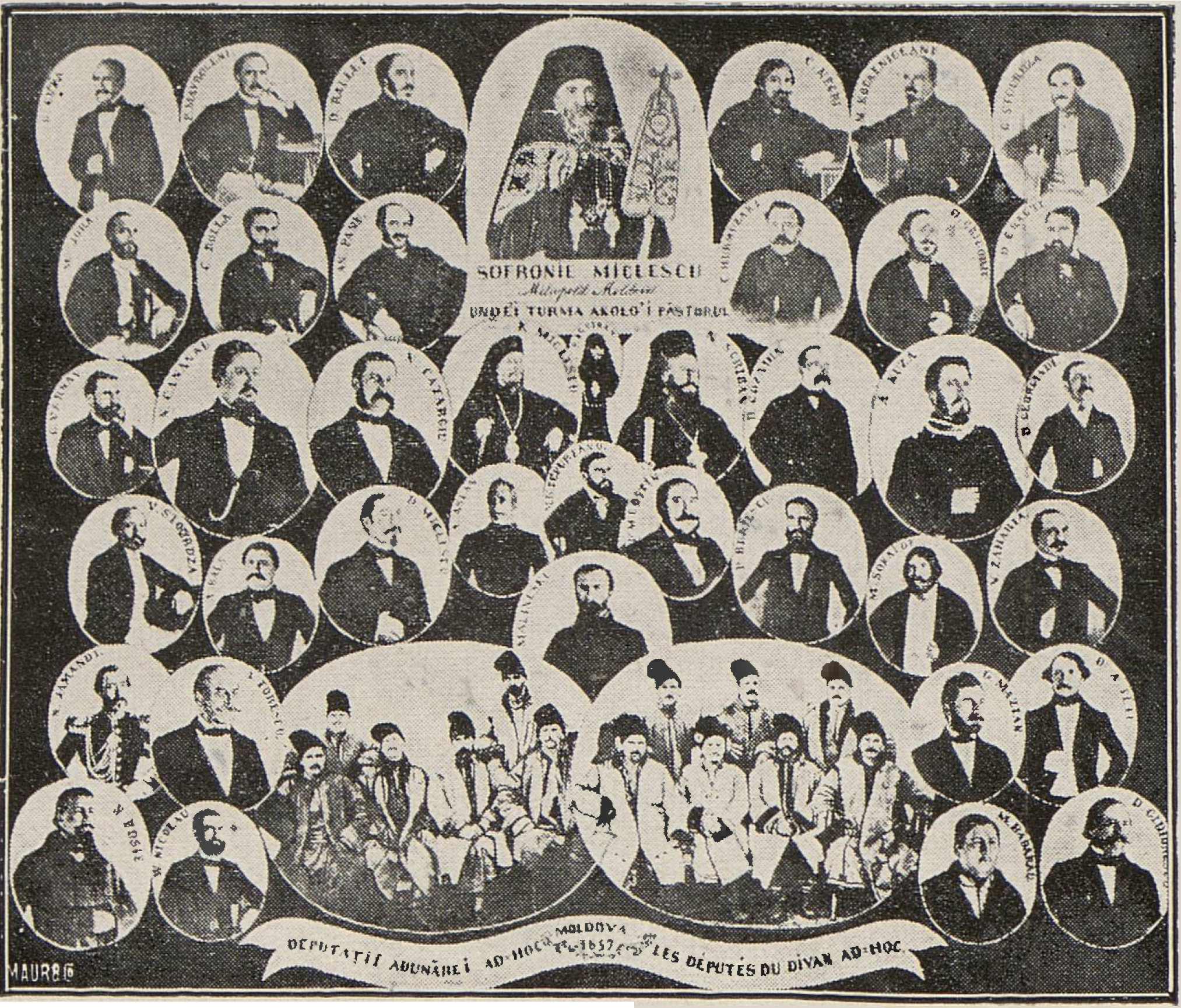
Divanul ad-hoc al Moldovei. Dimitrie Ralet este al treilea de pe rândul de sus.

Dimitrie Ralet (n. 1816, Constantinopol, Imperiul Otoman – d. 25 octombrie 1858, Botoșani, Moldova) a fost un magistrat, prozator, dramaturg și poet moldovean. Provenit din marea boierime și fiind înzestrat cu o cultură solidă, a militat pentru reformarea statului și pentru Unirea Principatelor Române, dar a murit de tuberculoză înainte de a vedea înfăptuit idealul unionist. 

## Biografie
S-a născut, potrivit unor surse, în anul 1816 la Constantinopol (azi Istanbul) sau, potrivit altor surse, în anul 1817. Părinții săi erau Alexandru (Alecu) Ralet, spătar din Botoșani, și Maria, fiica baronului Teodor Mustață, un negustor înstărit din Bucovina, iar bunicul său patern era vornicul Dimitrie Ralet. Și-a petrecut copilăria la Botoșani, Bucecea și Nicșeni. Ar fi studiat, potrivit unor surse, la universități din Germania și Franța, iar, potrivit altor surse, în Polonia. Prima sa lucrare publicată, volumul mic de traduceri Plăcerea sâmțirei, a apărut în 1837.
A lucrat ca magistrat și a devenit președinte al Tribunalului din Botoșani în 1841, fiind numit din nou în aceeași funcție în 1842, 1843, 1847 și 1848. A fost membru al „partidei naționale” din Moldova și a luat parte la Revoluția din Moldova de la 1848. Apoi, în timpul domniei lui Grigore Alexandru Ghica, a fost director în Departamentul Dreptății în 1849 și ministru al cultelor și învățăturilor publice în 1854. A fost ales în 1855 președinte al Societății de Medici și Naturaliști din Iași, iar în iulie 1855 a fost trimis de domnitor la Constantinopol, împreună cu Costache Negri, pentru a negocia chestiunea averii mănăstirilor închinate din Moldova. Misiunea a fost dusă la capăt, dar Ralet s-a îmbolnăvit de tuberculoză.
Întors la Iași în martie 1856, Ralet a desfășurat activități politice în favoarea Unirii Principatelor Române: a făcut parte din Comitetul Unirii, din Comitetul electoral al Unirii, din biroul definitiv al Adunării generale a Moldovei și din delegația unioniștilor de pe lângă Comisia internațională din București și a fost secretar al Divanului ad-hoc în 1857, fiind un susținător al emancipării țăranilor. A publicat articole de orientare prounionistă în ziarul Opiniunea, iar la sfârșitul anului 1857 a plecat la Paris pentru a încerca să obțină sprijin politic occidental pentru ideea Unirii Principatelor Române.
Dimitrie Ralet a murit însă de tuberculoză la 25 octombrie 1858 la Botoșani, înaintea realizării Unirii Principatelor Române. În clădirea Societății de medici și naturaliști, unde a locuit Dimitrie Ralet, s-a desfășurat la 3 ianuarie 1859 adunarea politică în care a fost propusă candidatura lui Alexandru Ioan Cuza.

## Activitatea literară
Având o cultură solidă și fiind vorbitor al mai multor limbi străine (cunoștea greaca, latina, franceza, germana și italiana și avea noțiuni fundamentale de engleză și rusă), Dimitrie Ralet a abandonat curând cariera juridică pentru care nu avea chemare. Era un bărbat timid și interiorizat, reticent în relațiile cu alte persoane, iar autocenzura culturală l-a făcut să publice puțin, temându-se de contactul cu publicul cititor.
Dimitrie Ralet a desfășurat o activitate literară variată, publicând în volume separate și în publicațiile vremii diferite scrieri semnate uneori sub pseudonimele D. Ralet, D. Ralleti, D. Ralleto, Raleto sau Démètre Ralleto. A debutat în 1837 cu o traduceri de versuri romantice din Lamartine și din alți poeți în placheta Plăcerea sâmțirei, mărturisind că se afla în „ceasuri singuratice”. A continuat ulterior să scrie „cu destulă înlesnire, dar har mai sărac” versuri (meditații lirice, satire politice și fabule) pe care le-a publicat între 1841 și 1844 în Albina românească, Foaie pentru minte, inimă și literatură, Zimbrul și Calendarul literar al foii Zimbrului. În unei exprimări mai greoaie, fabulele lui Ralet atacă „mușcător, sarcastic sau persiflant” unele trăsături morale tipice societății vremurilor sale (lipsa de patriotism, cosmopolitismul, oportunismul și corupția). Ralet a publicat, de asemenea, pamflete anonime în versuri (care i-au fost atribuite de Mihail Kogălniceanu) în broșurile România după tractat (Bruxelles, 1857) și Unirea și clevetitorii ei (Iași, 1857), care sunt cronici satirice adresate împotriva celor care nu înțelegeau necesitatea Unirii.
Volumul Scrieri, apărut în 1840 cu sprijinul lui Kogălniceanu, conține bucăți de proză care-i dezvăluie, cu accente parțial mizantropice, înclinația către reflecțiile morale și satiră. Aceste trăsături se regăsesc în creațiile sale literare de mai târziu. Unele schițe de moravuri ale lui Ralet („O plimbare la iarmarocul Fălticenilor”, „Provincialii și iașenii”, „Amorezii și interesații de îmbe sexe”, „Vânătoria”), apărute în 1844 în ziarul Propășirea, au la bază lecturi mai vechi din moraliștii francezi sau din scrierile autohtone ale lui Costache Negruzzi și Mihail Kogălniceanu și descriu, cu intenții etice, trăsături din viața boierilor sau a burghezilor ariviști. Fraza este uneori nervoasă și plastică, iar alteori prolixă.
Ralet a scris și piese de teatru („cânticele comice” și „scene naționale”), care sunt formate din monologuri satirice întrerupte de cuplete în versuri. Piesele sale, cu o expresie adesea arhaică, condamnă unele defecte morale sau anomalii sociale, preced tematic comediile lui Vasile Alecsandri și s-au jucat cu un oarecare succes pe scenele de teatru.
Volumul Suvenire și impresii de călătorie în România, Bulgaria, Constantinopole, care a fost publicat la Paris în 1858, conține o serie de observații și impresii făcute cu ocazia călătoriei pe care a întreprins-o, împreună cu Costache Negri, la Constantinopol între iulie 1855 și martie 1856. Însemnările de călătorie sunt întrerupte de digresiuni diverse (istorice, sociale, etnografice, culturale și peisagistice), care conferă scrierii o structură mozaicată și, potrivit istoricului Dimitrie Păcurariu, „relevă un observator inteligent, capabil să prindă în conture sintetice fizionomia locurilor, oamenilor și moravurilor”. Capitala otomană Istanbul îi face lui Ralet o impresie extraordinară prin amestecul unic de rase, obiceiuri și culturi, transformându-se într-un spațiu real și în același timp legendar. Cartea a fost reeditată în 1979, când ea fusese deja în mare măsură uitată.
Dimitrie Ralet a fost, potrivit istoricului literar Dimitrie Păcurariu, „un diletant de bun gust, mediocru în lirică, dar adesea remarcabil în proză, ca autor de «fiziologii» și, îndeosebi, ca moralist; stilul său, incisiv și analitic, cultivă cu reală subtilitate maniera lui La Rochefoucauld de smulgere a măștilor și densificare a expresiei pînă la formula aforistică”. O opinie similară a formulat-o criticul Mircea Anghelescu, în opinia căruia Ralet este un „diletant de talent”, care a scris „o proză savuroasă, în care acuitatea observației este potențată de ironia indulgentă a moralistului”.

## Dimitrie Ralet în conștiința publică
O stradă din Botoșani și una din Iași poartă numele lui Dimitrie Ralet.

## Opera
- Plăcerea sâmțirei, Tip. Albinei, Iași, 1837;
- Scrieri, Cantora Daciei literare, Iași, 1840;
- Bețivul, Tip. Romanov, București, 1857;
- Păun Burlacul, Tip. Romanov, București, 1857;
- Scene naționale, Tip. Romanov, București, 1857;
- Harță sau Balaban Răzeșu, Tip. Romanov, București, 1857;
- Suvenire și impresii de călătorie în România, Bulgaria, Constantinopole, De Soye-Bouchet, Paris, 1858;
- Suvenire și impresii de călătorie în România, Bulgaria, Constantinopole [: jurnal de călătorie], col. Restitutio, ed. îngrijită, prefață și note de Mircea Anghelescu, Ed. Minerva, București, 1979;
- Scrieri alese [: opere], col. Moștenire, ed. îngrijită, prefață și note de Mircea Anghelescu, Ed. Știința, Chișinău, 1991.